# 武汉商务区站
武汉商务区站位于中华人民共和国湖北省武汉市江汉区，是武汉地铁3号线与7号线的地铁换乘站，建设時稱王家墩中心站。

## 事件
2020年8月3日，此站3號線往宏圖大道方向月台門因橋隧維保施工設備超限遭到嚴重損壞。

## 车站结构
本站坐落于武汉中央商务区核心，为地下三层四跨矩形结构。3号线与7号线在本站为十字节点换乘，车站面积29270平方米。3号线站台层位于地下三层，为3.5米宽侧式站台，7号线站台在地下四层，为14米宽的岛式站台。3号线与7号线在本站的换乘方式为十字节点换乘，在两线之间换乘无需经过站厅。

### 楼层分布
| 地面      |                                         | 地鐵出入口                           |  |
| 地下 一層 |                                         | 下沉廣場、車站商圈、出入口           |  |
| 地下 二層 | 站廳層                                  | 售票機、客服中心、武漢通充值、洗手間 |  |
| 地下 三層 | 換乘層                                  | 3號線與7號線換乘通道                 |  |
| 地下 三層 | 側式月台，右邊車門將會開啟              |                                      |  |
| 地下 三層 | █ 3号线列車往沌陽大道 （雙墩）          |                                      |  |
| 地下 三層 | █ 3号线列車往宏圖大道 （雲飛路）        |                                      |  |
| 地下 三層 | 側式月台，右邊車門將會開啟              |                                      |  |
| 地下 三層 | 換乘層                                  | 3號線與7號線換乘通道                 |  |
| 地下 四層 |                                         | █ 7号线列車往黄陂广场（常碼頭）      |  |
| 地下 四層 | 島式月台，左邊車門將會開啟              |                                      |  |
| 地下 四層 | █ 7号线列車往青龍山地鐵小鎮（王家墩東） |                                      |  |

- 换乘节点
- 「璀璨星河」穹顶
- 下沉廣場
- 站廳層
- 3号线站台
- 7号线站台

### 車站出口
|                                                 |      |                                                                          |
|                                                 |      |                                                                          |
| 出口編號                                        | 設施 | 建議前往的目的地                                                         |
| A                                               |      | 泛海路 商務東路                                                          |
| B                                               |      | 泛海路 商務東路                                                          |
| C                                               |      | 珠江路 商務東路                                                          |
| D                                               |      | 珠江路 商務東路                                                          |
| E                                               |      | 珠江路 商務西路                                                          |
| F                                               |      | 珠江路 商務西路                                                          |
| G                                               |      | 泛海路 商務西路、武漢中心大廈                                            |
| H                                               |      | 泛海路 商務西路、武漢中心大廈                                            |
| J                                               |      | 珠江路 商務東路                                                          |
| K                                               |      | 珠江路 商務中路、商務東路                                                |
| L                                               |      | 珠江路 商務中路、商務東路                                                |
| M                                               |      | 淮海路 商務中路、商務東路、泛海國際SOHO城                                |
| N                                               |      | 淮海路 商務中路、商務西路、泛海國際SOHO城、中國建設銀行、泛海國際·蘭海園 |
| P                                               |      | 珠江路 商務中路、商務西路                                                |
| Q                                               |      | 珠江路 商務西路                                                          |
| R                                               |      | 珠江路 商務西路                                                          |
| S                                               |      | 商務東路 泛海路                                                          |
| T                                               |      | 商務東路 泛海路                                                          |
| U                                               |      | 商務西路 泛海路                                                          |
| W                                               |      | 商務西路 泛海路                                                          |
| 注： 設有升降機 \| 設有輪椅升降台 \| 設有洗手間 |      |                                                                          |

### 未来发展
10号线车站将设在商务东路下方，在7号线东端地铁线上方预留7号线与10号线换乘通道。

## 运营信息
- 3号线首末班车时间
- 7号线首末班车时间

## 邻近地区
武汉中心、武汉中央商务区

### 内部链接
- 武汉地铁车站列表